# Alicia Eguren
Alicia Graciana Eguren (Buenos Aires, 11 de octubre de 1925 - Desaparecida forzadamente el 26 de enero de 1977, durante el Proceso de Reorganización Nacional. Fue una docente, poeta, ensayista y periodista argentina. Mantuvo una estrecha relación política y sentimental con el dirigente peronista John William Cooke. Fue asesora de Juan Domingo Perón en los años inmediatamente posteriores al golpe de Estado de 1955, derrocando a Perón. Fue una de las primeras organizadoras de la Resistencia peronista y lugarteniente del Che Guevara, desempeñando un papel destacado en la organización y enlace de grupos revolucionarios y guerrilleros en Argentina. Fue capitana de las Fuerzas Armadas Revolucionarias de Cuba, integrando el Batallón Noveno de las milicias populares de La Habana, combatiendo en el Escambray y en la Invasión de Bahía de Cochinos. Fue encarcelada entre 1955 y 1957 por la dictadura argentina llamada Revolución Libertadora y luego fue detenida-desaparecida en 1977, por la dictadura llamada Proceso de Reorganización Nacional, permaneciendo desaparecida desde entonces.

## Biografía

### Primeros años
Eguren egresó de la Facultad de Filosofía y Letras de la UBA (Universidad de Buenos Aires) como profesora de Literatura.
Trabajó como docente de Literatura tanto en Buenos Aires como en Rosario (provincia de Santa Fe).
Colaboró en el periódico Con Todo, dirigió la revista Nuevo Hombre y editó la revista cultural Sexto Continente.
En 1946, conoció a John William Cooke en un centro de estudios que dirigía Ricardo Guardo. Después de ese fugaz encuentro no se vieron sino hasta 1955.
Entre 1946 y 1951, publicó cinco libros de poemas, con una tendencia al idealismo católico:
- Dios y el mundo,
- El canto de la tierra inicial,
- Poemas del siglo XX,
- Aquí, entre magias y espigas,
- El talud descuajado.

También editó la revista Nombre y publicó algunos ensayos.
Entre 1948 y 1949 editó la revista Sexto Continente, con el escritor Armando Cascella, un sitio de expresión del nacionalismo en sus diferentes versiones, desde el más retrógrado de monseñor Octavio Derisi (1907-2002), el padre Alberto Ezcurra (1937-1993) ―jefe del grupo nacionalista antisemita Tacuara― y Carlos Ibarguren (1877-1956), hasta el más avanzado de Raúl Scalabrini Ortiz (1898-1959) y José Vasconcelos (1882-1959).
Este tipo de adhesiones garantizó a Alicia cierta presencia en distintos espacios oficiales, académicos y no académicos.
En 1953, ingresó en el Ministerio de Relaciones Exteriores y se casó con el diplomático Pedro Catella, a quien acompañó a Londres (Gran Bretaña). Poco tiempo después del nacimiento de su único hijo se separaron.

### Resistencia a la dictadura y prisión
El 16 de junio de 1955, a partir de la masacre en la Plaza de Mayo, lo busqué (a John William Cooke) para ponerme a su disposición. Estaba segura de que él era hombre de pelea. Lo encontré gracias a José María Rosa. Él estaba prófugo ya que se había pedido su captura porque era delegado de Juan D. Perón hasta que lo descubren y lo llevan a Ushuaia.
Alicia Eguren

Eguren cayó presa de la dictadura de Pedro Eugenio Aramburu y fue enviada a la cárcel de mujeres de Olmos (cerca de La Plata). Se encontró con un grupo numeroso de exfuncionarias peronistas, con las que mantuvo un vínculo de desconfianza mutua. Ese mes fue cerrado el periódico Palabra Argentina, a la vez que se detuvo a su director, Alejandro Olmos. Eguren fue liberada luego de 19 meses de prisión, durante los cuales sufrió múltiples torturas y privación de alimentos y se exilió primero en Montevideo.
Al ser puesta en libertad, viajó a Chile para reunirse con Cooke, que se había fugado del penal de Río Gallegos junto con Héctor Cámpora, Guillermo Patricio Kelly y el empresario Jorge Antonio. Viajaron juntos a Montevideo, donde se casaron.
En 1957, viajaron juntos a Caracas para encontrarse con Juan Domingo Perón en el exilio. Eguren fue testigo del cuestionado pacto Perón-Frondizi, que fue celebrado en Caracas por mediación de Rogelio Julio Frigerio y de John William Cooke.
En 1959, la pareja retomó a la clandestinidad. Eguren colaboró en la organización de la Toma de Alto Verde (en Tucumán) dirigida por el comandante Uturunco. Fue el primer intento de acción alternativa, el de la guerrilla rural peronista. Ese año, Eguren suplantó a Cooke en la coordinación estratégica del peronismo en la resistencia.
En 1960, viajaron juntos a Cuba. Eguren era amiga del Che Guevara, y acercó a John William Cooke a la Revolución cubana. Ambos participaron como milicianos en la defensa de Bahía de Cochinos frente a la invasión estadounidense ocurrida bajo el comando del presidente John F. Kennedy.
A partir de ese momento, fueron idas y vueltas a la isla. Ella mantuvo una estrecha vinculación con el Che Guevara. La experiencia de la Revolución cubana impactó en los cenáculos intelectuales así como en el espacio de las izquierdas no peronistas. En esa dirección, el nacionalismo comenzó a configurarse como una variable significativa en el interior de la «nueva izquierda», que intentó distanciarse de los tensos debates que provocó la confrontación entre la Unión Soviética y China.
En 1962, Eguren retomó la lucha armada al intervenir en el Ejército Guerrillero del Pueblo, agrupación guerrillera dirigida por Jorge Masetti ―la figura visible de la aplicación táctica del foquismo― que luego de agruparse en Bolivia cruzó la frontera al norte de la provincia de Salta al tiempo que Arturo Umberto Illia asumía la presidencia de la Nación. Allí dos de los integrantes (Marcos y César) murieron de hambre en la selva y un tercero, Antonio, falleció al despeñarse por una garganta en la montaña. Otros dos del grupo, Adolfo Rotblat (alias El Pupi) y Bernardo Groswald (alias Nardo), fueron fusilados por sus compañeros por orden de Massetti. Cuando se produjo el primer combate con la gendarmería fueton muertos el cubano Hermes Peña y Jorge Guille, y se detuvo a los restantes. De Masetti, que no estaba con el grupo cuando se produjo el encuentro, no se tuvieron más noticias, se supuso que se internó en la selva y allí murió. En palabras de Rodolfo Walsh, «Masetti no aparece nunca. Se ha disuelto en la selva, en la lluvia, en el tiempo. En algún lugar desconocido el cadáver del Comandante Segundo empuña un fusil herrumbrado».
Poco después, Eguren y Cooke fundaron la Acción Revolucionaria Peronista.
Eguren participó en el congreso del grupo trotskista Palabra Obrera. Se vinculó al MLN (Movimiento de Liberación Nacional) de Ismael Viñas, al Partido Comunista Argentino y al PSAV (Partido Socialista Argentino de Vanguardia).
Eguren repartió su militancia en tareas de difusión, de organización y apoyo logístico a distintas experiencias. Colaboró con la temprana guerrilla de los Uturuncos en el noroeste del país, reunió a militantes de pequeñas organizaciones y núcleos de izquierda (por lo general, escindidos de partidos que adoptaron una línea reformista, que Eguren no vaciló en criticar), y organizó grupos para su entrenamiento en Cuba.
En 1963-1964 apoyó el intento del EGP (Ejército Guerrillero del Pueblo), en Salta. En 1964 fue cofundadora de ARP (Acción Revolucionaria Peronista), concebida como grupo de acción y concientización en el marco del movimiento peronista, pero independiente de sus estructuras «oficiales».
En 1967 participó de la revista Con Todo, junto con el mayor Alberte. Ese mismo año regresó con Cooke a Cuba; él encabeza la delegación argentina que participa de la Conferencia Tricontinental, de donde surgirá la OLAS (Organización Latinoamericana de Solidaridad).
John William Cooke falleció el 19 de septiembre de 1968, a los 48 años. Entre 1971 y 1972, Eguren publicó los trabajos de Cooke, incluyendo la correspondencia entre Perón y Cooke (principalmente, porque adquirieron una inmensa vigencia), pero ella continuó trabajando en delinear la Tendencia Revolucionaria (una rama del peronismo). En 1969 participó de su congreso fundacional realizado en Córdoba y colaboró en la elaboración del documento Estrategia y táctica revolucionaria. Eguren se identificó con las FAP (Fuerzas Armadas Peronistas), el PB (Peronismo de Base), con el MR17 (Movimiento Revolucionario 17 de Octubre) y el FRP (Frente Revolucionario Peronista), grupos que, a diferencia de Montoneros, estaban asumiendo definiciones marxistas.
El 4 de octubre de 1971 publicó su Carta abierta a Perón, e inició su participación en el semanario Nuevo Hombre, publicación dirigida por Enrique Walker y en la que escribían
Antonio Caparrós,
Nicolás Casullo,
Pablo Damiani,
Eduardo Luis Duhalde,
Vicente Zito Lema,
Rodolfo Ortega Peña
y varios militantes presos en la cárcel de Villa Devoto (como Armando Jaime y Mario Franco). En Nuevo Hombre, Eguren publicó las «Notas para una biografía de John» y «Pulgarcito» (selección de sus papeles). La publicación se identificará en 1973 con el FAS (Frente Antimperialista y por el Socialismo), impulsado por el PRT-ERP (Partido Revolucionario de los Trabajadores - Ejército Revolucionario del Pueblo). En noviembre de 1973, la revista reprodujo el discurso que Eguren pronunció en el primer congreso del FAS.
En esa época, Eguren alertó a los jóvenes peronistas con respecto de Perón. Ella sabía bien que el peronismo era un «río difícil» y muchas veces «descorazonante» y que la idealización de Perón conduciría al abismo.
En 1973 formó parte del consejo editorial del diario El Mundo, orientado por el PRT-ERP, que fue clausurado en 1974, al igual que Nuevo Hombre. Aunque estrechó sólidos vínculos con el PRT-ERP, en 1975 apoyó la iniciativa que dio forma al Partido Peronista Auténtico. Con la intención de alimentar esa nueva experiencia participó ―junto con Alberte y Mabel di Leo―, en la fundación de la Agrupación 26 de Julio.
Fue detenida-desaparecida el 26 de enero de 1977.
Fue arrojada viva desde un helicóptero al Río de la Plata en los Vuelos de la muerte.